# Медична інформаційна система
Медична інформаційна система (МІС) — інформаційна система для автоматизації лікувальної установи.

## Класифікація
МІС класифікують за різними ознаками.
I. Залежно від ступеня автоматизації процесів збору й обробки інформації, МІС поділяються на автоматизовані й автоматичні. В автоматизованих системах частина операцій по збору й обробці інформації виконується людиною. Автоматичні системи припускають повне виключення людини з процесів збору й обробки інформації.
II. Залежно від типу інформаційної бази, МІС поділяються на системи, що оперують даними, та системи, що оперують знаннями. Системи другого типу — це експертні системи. Їхнє функціонування істотно спирається на знання, отримані від експертів, а результати функціонування близькі результатам аналітичної діяльності експертів.
III. Залежно від виду розв'язуваних задач, МІС можна розділити на такі групи:
- інформаційно-довідкові — системи автоматизованого пошуку, вимірювальні системи;
- інформаційно-логічні — діагностичні системи; системи прогнозу; системи моніторингу;
- керуючі або автоматизовані системи управління.

Інформаційно-логічна система призначена для перетворення інформації таким чином, щоб можна було одержати нову інформацію, відсутню в інформаційному масиві.
У системах управління реалізується принципово нова функція — прийняття керуючих рішень.
Найбільш широке поширення в медичних установах одержали інформаційно-пошукові системи (ІПС), які у залежності від характеру інформації поділяються на фактографічні і документальні системи.
Фактографічні ІПС містять інформаційні масиви фактичних даних. Аналогами таких систем виступають «паперові» довідники, каталоги, технічні паспорти. У комп'ютерних ІПС фактичні дані звичайно зберігаються в базах даних (БД) і являють собою таблиці, у колонках яких вказано назви різних характеристик об'єктів, а в рядках дані опису (значення характеристик) цих об'єктів.
Документальні ІПС оперують з інформацією у вигляді документів. Прикладами таких систем можуть бути бібліографічна картотека, картотека з історіями хвороб, інші картотеки. Виконуючи пошук, документальна ІПС надає або номера необхідних документів, або список заголовків, або адреси зберігання шуканих документів. При цьому оцінку інформації, що знаходиться в знайдених документах, робить людина.
Керуючі системи реалізують збір інформації про об'єкт управління, обробку інформації, передачу даних в орган управління, формування керуючого рішення.
IV. МІС можна класифікувати і за ієрархічним принципом, що відповідає багаторівневій структурі охорони здоров'я, як галузі. У цьому випадку їх, зазвичай, розподіляють за чотирма рівнями:
- базовий (або клінічний) рівень (лікарі різного профілю),
- рівень лікувально-профілактичного закладу (поліклініка, стаціонар, диспансер, швидка допомога тощо),
- територіальний рівень (профільні і спеціалізовані медичні служби і регіональні органи керування),
- державний рівень (державні заклади та органи управління).

У межах кожного рівня класифікація МІС здійснюється за функціональним принципом, тобто відповідно до цілей і задач, що розв'язуються системою. Розглянемо цю класифікацію більш докладно.

## Інформаційне забезпечення МІС
МІС характеризуються наявністю, як правило, великих обсягів даних і знань. Обробка даних і знань зводиться до трьох основних етапів. На першому етапі елементи інформації розміщуються у визначених структурах — базах даних (БД) і базах знань (БЗ). На другому етапі БД і БЗ піддаються упорядкуванню: змінюється їхня структура, порядок розміщення інформації, характер взаємозв'язків між елементами інформації. На третьому етапі здійснюють експлуатацію БД: пошук потрібної інформації, прийняття рішень, редагування баз даних і знань.
Інформаційне забезпечення МІС складають: історії хвороби, виписки з історій хвороби, епікризів, стандартизованих карт обстеження, діагностичні й інформативні оцінки показників і станів, критерії ефективності обстеження і лікування, каталог медичних понять і термінів.
У наш час закінчується період автономних медичних комп'ютерних систем, що створюються автономно окремими медичними підрозділами для вирішення своїх задач, і настає період МІС, що взаємодіють між собою. Ця взаємодія має багато аспектів: По-перше, це використання загально прийнятих і доступних відкритих стандартів як для даних, що зберігаються й обробляються в цих системах, так і для забезпечення способів і механізмів їхньої взаємодії.
По-друге, це технічна (технологічна) стандартизація медичних комп'ютерних систем. Зрозуміло, що інструментальні засоби, що використовуються цими системами, можуть і повинні бути різними (залежно від певних умов їх створення та використання), але й тут необхідно передбачити максимально можливу стандартизацію (це може стосуватися стандартів до інтерфейсу, протоколів обміну даними, форматів даних, що використовуються).
Сучасні тенденції розвитку МІС свідчать про необхідність і реальну можливість такої стандартизації.

## Функціонал МІС

### Функціонал для установ Первинної медичної допомоги (ПМД)

#### Адміністративний модуль первинки
- Реєстрація постачальника медичних послуг, підрозділів, користувачів.
- Висновок капітаціонних договорів.

#### Робоче місце лікаря ПМД
- Робота з деклараціями, висновки декларацій.
- Електронні медичні записи.
- Імунізація.
- Виписка електронного рецепта «Доступні ліки».
- Електронне направлення.

#### Доступ до даних ПМД
- Доступ до даних, які містять елементи обмежувальних груп.
- Доступ до даних, які містять елементи заборонених станів (сервісів).

### Функціонал для установ Спеціалізованої медичної допомоги (СМД)

#### Функціонал обліку наданих послуг
- Амбулаторія.
- Стаціонар.

#### Робоче місце лікаря СМД
- Електронні медичні записи.
- Імунізація.
- Діагностичні звіти.
- ЕМЗ і ЕН для неідентифікованих пацієнтів.
- Виписування електронних направлень.
- Обробка і погашення електронних направлень.
- ЕМЗ стаціонар: надходження.
- ЕМЗ стаціонар: виписка.

#### Доступ до даних
- Доступ до даних, що містять елементи обмежувальних груп.
- Доступ до даних, що містять елементи заборонених станів (сервісів).

#### Медичні висновки
- Про народження дитини.
- Про тимчасову непрацездатність.

## Медичні апаратно-комп'ютерні системи
Важливим різновидом спеціалізованих медичних інформаційних систем є медичні апаратно-комп'ютерні системи (МАКС). В даний час одним з напрямків інформатизації медицини є комп'ютеризація медичної апаратури. Використання в медичній практиці комп'ютера в поєднанні з вимірювальною та управляючою технікою дозволило створити нові ефективні засоби для забезпечення автоматизованого збору інформації про стан хворого, її обробки в реальному масштабі часу та управління станом пацієнта. Цей процес привів до створення медичних апаратно-комп'ютерних систем, які підняли на якісно новий рівень інструментальні методи досліджень та інтенсивну терапію.
МАКС призначені для інформаційної підтримки і/або автоматизації діагностичного та лікувального процесу, що здійснюються при безпосередньому контакті з організмом хворого. МАКС також називають програмно-апаратними комплексами (пристроями, засобами) чи, більш розгорнуто, апаратно-комп'ютерними та мікропроцесорними медико-технологічними автоматизованими інформаційними системами.
МАКС відносяться до медичних інформаційних систем базового рівня, до систем інформаційної підтримки технологічних процесів. Основною відмінністю систем цього класу є робота в умовах безпосереднього контакту з об'єктом дослідження і, як правило, в реальному режимі часу. Вони представляють собою складні програмно-апаратні комплекси. Для їх роботи окрім обчислювальної техніки, необхідні спеціальні медичні прилади, обладнання, відеотехніка, засоби зв'язку.
Типовими представниками МАКС є медичні системи моніторингу за станом хворих; системи комп'ютерного аналізу даних томографії, ультразвукової діагностики, ЕЕГ, ЕКГ, радіографії; системи автоматизованого аналізу даних мікробіологічних та вірусологічних досліджень, аналізу клітин та тканин людини.
Системи такого класу дозволяють підвищити якість профілактичної та лікувально-діагностичної роботи, особливо в умовах масового обслуговування, коли бракує кваліфікованих спеціалістів та часу.
МАКС забезпечують розв'язання задач із одного з найважливіших напрямків: підвищення продуктивності праці медичних працівників та якості лікувально-діагностичного процесу шляхом впровадження комп'ютерних технологій в діагностику та лікування. Суттєве підвищення якості діагностичного та лікувального процесу в сучасних МАКС досягається за рахунок швидкості та повноти обробки медико-біологічної інформації.
За функціональними можливостями МАКС поділяються на:
- спеціалізовані;
- багатофункціональні;
- комплексні.

Спеціалізовані (одно функціональні) системи призначені для проведення досліджень одного виду (наприклад, електрокардіографічних).
Багатофункціональні системи дозволяють проводити дослідження кількох видів (наприклад, електрокардіографічні та електроенцефалографічні).
Комплексні системи забезпечують комплексну автоматизацію важливої медичної задачі. Наприклад, моніторингова система для автоматизації палати інтенсивного спостереження, що дозволяє відслідковувати найважливіші фізіологічні параметри пацієнтів, а також контролювати функціонування апаратів штучної вентиляції легень.
За призначенням МАКС ділять на:
- системи для проведення функціональних та морфологічних досліджень;
- моніторингові системи;
- системи управління лікувальним процесом;
- системи лабораторної діагностики;
- системи для наукових медико-біологічних досліджень.
- системи для проведення функціональних та морфологічних досліджень. З їх допомогою здійснюються:
  - дослідження системи кровообігу;
  - дослідження органів дихання;
  - дослідження головного мозку та нервової системи;
  - дослідження органів відчуття (зору, слуху та ін.);
  - рентгенологічні дослідження (в тому числі комп'ютерна томографія);
  - магнітно-резонансна томографія;
  - ультразвукова діагностика;
  - радіонуклідні дослідження.

Програмне забезпечення (ПЗ) МАКС не менш важливе ніж апаратне, тобто технічне. До програмного забезпечення відносяться математичні методи обробки медико-біологічної інформації, алгоритми й власне програми, що забезпечують функціонування всієї системи. Медичне забезпечення розробляється постановниками задач — лікарями відповідних спеціальностей, апаратне — інженерами, спеціалістами з медичної та обчислювальної техніки. Розробка спеціалізованих мікропроцесорних пристроїв лягає на спеціалістів з мікроелектроніки. Програмне забезпечення створюється програмістами чи спеціалістами з комп'ютерних технологій.
Найбільш досконалі пристрої оснащені так званим «інтегрованим» ПЗ, завдяки якому лікар отримує цілісну систему, що охоплює весь процес дослідження, що включає етапи підготовки, дослідження та обробки даних. В такому ПЗ виділяють шість основних функціональних модулів:
- Підготовки дослідження.
- Проведення дослідження.
- Перегляду і редагування записів.
- Обчислювального аналізу
- Оформлення висновку.
- Роботи з архівом.

## Медичні інформаційні системи в Україні
В Україні медичні заклади зможуть обирати будь-яку медичну інформаційну систему з-поміж тих, які пройшли перевірку і підключилися до центрального компонента системи «eHealth». Станом на липень 2018 рекомендований МОЗ України перелік медичних інформаційних систем включає:
1. Health24[2] — повнофункціональна хмарна МІС, що об'єднує в собі функціональні сервіси, які забезпечують роботу лікаря і медичного закладу відповідно існуючих стандартів медичного документообігу.
2. Helsi[3] — повнофункціональна система для керування медичним закладом. Функціонал системи розроблений та адаптований з урахуванням специфіки роботи та вимог МОЗ, та є безкоштовним для державних установ.
3. Open Health[4] - перша в Україні медична інформаційна система із відкритим вихідним кодом та відкритою ліцензією GPL v3.
4. ЕМСіМЕД® — розроблена відповідно до стандартів ISO та МОЗ України, забезпечує технічний захист інформації, містить модулі: електронна медична картка пацієнта, медичні документи (облікові медичні форми МОЗ), медичні кадри, поліклініка та реєстратура, стаціонар, лабораторія (інтеграція лабораторного обладнання), склад та персоніфікований облік ліків, статистика та звіти МОЗ, послуги, контакт-центр, PACS, партнери, онлайн запис до лікаря, мобільний додаток пацієнта.
5. Доктор Елекс — найпоширеніша в Україні медична система, що працює з 2005 року. Станом на 2018 в ній ведуться електронні картки більш ніж 5 млн пацієнтів. Система забезпечує автоматизацію ключових процесів медичної установи, зокрема ведення електронної історії хвороби, формування управлінської звітності та документації згідно з вимогами МОЗ.
6. MEDSTAR — це хмарна медична інформаційна система що відповідає вимогам КСЗІ. Весь функціонал для роботи з центральним компонентом eHealth в рамках реформи — безкоштовний. Система містить електронну медичну картку, модуль запису пацієнтів, електронний рецепт та довідник ліків, класифікатор МКХ-10, протоколи лікування, затверджені друковані форми та інше. Станом на 2018 МІС Медстар вже працює в 5 областях України для більш ніж 800 лікарів.
7. MEDICS — це хмарна медична інформаційна система.
8. Поліклініка без черг — система управління потоком пацієнтів та автоматизації в лікувальних закладах. Система інтегрується з системами і модулями для роботи з електронною карткою пацієнта, електронним рецептом і обліковими системами.
9. МедЕйр — повнофункціональна МІС розроблена українськими розробниками для лікарів. МІС «МедЕйр» впроваджений в більше, ніж 1000 медичних установах, кількість користувачів перевищує 5000.
10. MC Plus[5] — універсальна медична інформаційна система, основним компонентом якої є електронна медична карта пацієнта, розроблена відповідно до стандартів МОЗ України. Особливістю цієї МІС є використання процесного підходу до автоматизації роботи медичного закладу у лікувальній та адміністративній діяльності. Станом на вересень 2020 року за допомогою хмарного рішення MC Plus користувачі можуть отримати більшість послуг, передбачених модулями системою eHealth: робота з деклараціями пацієнтів, електронні направлення та медичні записи, надання або отримання електронного рецепту «Доступні ліки», реєстрація надавачів медичних послуг первинної та спеціалізованої ланки, оформлення та ведення капітаційних договорів с НСЗУ, ведення електронних медичних записів  (записи про надходження та виписку зі стаціонарів ще знаходяться в розробці),діагностичні звіти, ЕМЗ та ЕН для неідентифікованих пацієнтів[6].
11. Askep.net[7] — міжнародне хмарне SaaS рішення для автоматизації робочих процесів медичних закладів, що містить наступні модулі: робота з eHealth, картка пацієнта, поліклініка (запис на прийом), стаціонар (ведення 066 та інших форм), лабораторія (результати аналізів), електронний рецепт, статистика (внутрішня та формування офіційної), спеціалізовані рішення (стоматологія, пологові будинки, онкологія, дерматологія, УЗД, психіатрія та ін.), інтеграція із сторонніми сервісами та технікою.
12. nHealth — браузерний додаток, за допомогою якого можна реєструвати заклади ПМСД, підрозділи та персонал закладів ПМСД, підписувати декларації з пацієнтами. Програма включає в себе роботу з БД пацієнтів, інформаційну підтримку лікарів з приводу хвороб, скарг та подальшого лікування пацієнтів. Документообіг відповідає вимогам МОЗ України.
13. UASMART — хмарна медична інформаційна система, що має високий рівень захисту інформації. В системі доступні модулі: електронна реєстратура, кабінет лікаря, кабінет пацієнта, портал медичного закладу, електронна медична картка пацієнта, лабораторія, статистика, управління ТМЦ.
14. Облік медичних кадрів України та пацієнтів — медична інформаційна система, що складається з робочого місця працівника кадрової служби, та програмного комплексу для амбулаторно-поліклінічних закладів і стаціонарів. Доступна статистична звітність, аналітичні звіти по діяльності закладу, узагальнення та аналіз інформації. Ведення пацієнтів, інформація про захворюваність та лікування, ведення форм обліку роботи лікарів. Працює з 2004 року.
15. МІС «Каштан» працює та розвивається з 2000 року у більш ніж п'ятиста ЗОЗ всіх рівнів надання медичної допомоги, органах управління охороною здоров'я від району до області та охоплює всі медичні, економічні, аналітичні та управлінські процеси системи охорони здоров'я від АСМ до МОЗ. Має компоненти для оцінки рівня складності, ефективності та якості обслуговування пацієнтів, обліку витрат та розрахунку вартості медпослуг.
16. SimplexMed[8]  - забезпечує повний функціонал для медичного закладу. Працює в Україні з 2000 року. Працює як в ЦПМСД, так і в госпітальних закладах другого, третього рівнів, закладах національного рівня. Є повнофункціональною системою медичного закладу, що охоплює медичні, фінансові, бухгалтерські, складські, кадрові аспекти. Включає систему керування взаємовідносинами з клієнтами, телемедицину на рівні лікар-лікар, лікар-пацієнт, власні лабораторні та діагностичні підсистеми, інтеграцію з лабораторним та діагностичним обладнанням. Взаємодіє з різними національними ресурсами. Також надає комплексні портальні корпоративні рішення для мереж клінік, окремих областей України щодо обміну, агрегації інформації, планування та моніторингу. Надає кабінети та мобільні додатки для пацієнтів.
17. Clinica Web[6] - автоматизована медична система на базі хмарних технологій. Забезпечує діяльність кабінетів приватних лікарів та медичних центрів, в тому числі з власними лабораторіями. На базі системи реалізована можливість взаємодії усіх структурних підрозділів медичних центрів, в тому числі і мережевих (від call center до практикуючих лікарів). Додатково є можливість підключення онлайн-кабінету до сайту медцентру, що дозволяє більш ефективно взаємодіяти та надавати інформацію пацієнтам. МІС підключена до ЦБД eHealth.

Кількість МІС різного спрямування в медичній сфері поступово зростає, однак більшість з них ще на етапі доопрацювань і не можуть забезпечити повний функціонал

## Переваги використання МІС
Переваги використання медичних інформаційних систем для працівників закладу охорони здоров’я залежать від виду обраної системи та вдалості її впровадження у конкретному закладі.
При вдалому виборі медичної інформаційної системи її впровадження має посприяти таким позитивним змінам в організації роботи закладу:
- спрощенню доступу до необхідної інформації;
- відсутності потреби у подвійному внесенні даних;
- можливості використання шаблонів документів;
  - полегшенню пошуку ресурсів;
  - можливості доступу до довідкової інформації.

Переваги, які матиме керівник закладу охорони здоров’я від використання МІС, залежать від завдань, які він ставив при виборі та впровадженні тої чи тої системи. Зазвичай переваги зводяться до:
- прозорості системи обслуговування пацієнтів;
- прозорості фінансової діяльності та матеріальних ресурсів;
- широких можливостей щодо звітів, зокрема звітність в режимі реального часу.

Пацієнти закладу охорони здоров’я також мають переваги, якщо у цьому закладі використовують медичну інформаційну систему. Ці переваги залежать від можливостей самої системи, а також від тих її функцій, до яких заклад надав доступ пацієнтам. Серед найпростіших переваг для пацієнтів можна назвати такі:
- можливість доступу до власної медичної інформації;
- можливість спілкування з лікарем поза межами медичного закладу;
- відсутність черг (планування часу відвідування лікаря);
- поліпшення медичного результату (управління якістю).